# Citrus otachibana
Espèce
Otachibana (Citrus otachibana hort.ex Yu.Tanaka) est un pamplemoussier japonais dont il existe différents cultivars. Les fruits de l'un d'eux sont réputés très agréables au gout. Il serait originaire de la préfecture de Kagoshima et souvent rapproché de Tosa buntan.

Cette agrume ne doit pas être confondu avec la mandarine tachibana (Citrus tachibana (Makino) Tanaka)
Pour les articles homonymes, voir Tachibana.

## Dénomination
Otachibana, parfois ootachibana (notamment chez Xiao Hong Zheng), la Nomenclature des agrumes d'Ortiz Marcide (1986) donne comme synonyme Daikitsu, Kotobukikan (noms qui ne se retrouvent pas en japonais). En japonais オオタチバナ (Ootachibana) est générique, パール柑 (Hāru kan) agrume perle, écrin de perle est une marque de la préfecture de Kumamoto (il est cultivé à Misumi et Amakusa) et サワーポメロ (Sawāpomero) pomelo aigre qui est le nom le plus usuel au Japon est le nom utilisé à Kagoshima (il est cultivé à Ichikikushikino, Satsumasendai et Izumi). L'Encyclopédie illustrée des fruits (2016) qui donne 大橘 transcrit par おおたちばな (Ootachibana).
寿柑 (Shòu gān) est donné comme nom chinois.
Yu. Tanaka le décrit dans le Bulletin Sciences Horticoles de l'Institut de Kyushu en 1946 d'où son nom C. otachibana hort. ex Yu. Tanaka

## Phylogénie
Deux cultivars l'un en provenance de Shizuoka et l'autre Kagoshima sont donnés par Xiao Hong Zheng et al. (1996), la forme des fruits est un peu différente le premier est piriforme, le second rond. Les compositions des huiles essentielles diffèrent, celle du second est similaire à Tasa Buntan, celle du premier a un taux de linalol dix fois plus élevé. L'auteur suppose que le second pourrait être un géniteur de Tosa buntan. En 2000, H. Shiotani et al. (2000) qui analysent le motif de bandes d'esterase et l'huile essentielle des fruits de deux types d'otachibana récoltés après septembre écrivent qu'ils sont des cultivars différents l'un de l'autre.
Sans justifications Givaudan Citrus Variety Collection at UC Riverside classe Otachibana dans les hybrides de grapefruit et U.S. National Plant Germplasm en fait un C. x  aurantium. Le ministère de l'Éducation et des Sciences du Japon le décrit comme un pamplemousse (C. maxima) de la catégorie à fruit d'environ 0,6 kg comme le Tosa-buntan (Hogen-buntan), le Banokan, le Suisho-buntan. De même pour la faculté de Kagoshima (2005).

## Culture
La plante est cultivée au sud du Japon, avec le climat le plus chaud. Le fruit de Kagoshima est décrit (2013) avec poids de 490 g un taux de sucre de 11 °brix et une acidité de 1,4 %. Il contient de la nobiletine (60 μg/g). Il est décrit obconique, progressivement rétréci vers la base, d'une hauteur de 10 cm diamètre 10,4 cm et une très bonne qualité gustative. Nombreux pépins, maturité de mars à mai au Japon. La banque génétique du Japon décrit une plante venue de Miyazaki avec un fruit de 285 g et un autre de Shizuoka avec un fruit de 512 g très sucré 12,4 °brix
La plante est sensible au chancre bactérien des agrumes (Xanthomonas axonopodis pv. citri).

## Huile essentielle
Masayoshi Sawamura a donné une analyse comparative des HE de pamplemousses japonais (1990). On y lit pour otachibana des très hauts niveaux d'α-pinène 1,97 %, de terpinolène (0,4 à 1 %) et de y-terpinène 9,3 % (à comparer avec 9 % moyen chez la mandarine Satsuma, son odeur typique a une note de citron). Dans son analyse il diffère de Tosa buntan par le niveau de linalol qui atteint 3 % (contre 1 % en moyenne chez les pamplemousses japonais). Sawamura redonne une analyse dans son livre (2011) mais en comparant otachibana à divers hybrides japonais classés grapefruit (C. paradisi) et avec 7,7 % d'y-terpinène.
Il existe un petite production artisanale (extraction vapeur) à Ichikikushikino.